# Inondations de 2022 de Petrópolis
Les inondations de Petrópolis sont survenues le 15 février 2022 à Petrópolis, dans l'État de Rio de Janeiro, au Brésil.

## Inondations
Les précipitations sont les plus fortes depuis 1932. Par endroits, jusqu’à 260 millimètres d’eau se sont déversés en six heures, plus que durant tout un mois de février habituel.
Des vidéos de la catastrophe ont été largement partagées sur les réseaux sociaux, montrant des voitures et des maisons entraînées par des glissements de terrain,. Au moins 204 personnes sont mortes - 124 femmes et 80 hommes, au moins 33 étant enfants - et 51 portées disparues lors des inondations selon un bilan de la police locale le 23 février. Plus de 500 pompiers, avec des hélicoptères, des pelleteuses et des chiens renifleurs, sont mobilisés pour rechercher les disparus, sans compter des centaines de bénévoles parmi les habitants des quartiers touchés.

## Réactions
Cláudio Castro (en), le gouverneur de l'État de Rio de Janeiro a comparé la situation à celle d'une zone de guerre. « La situation ressemble presque à la guerre… Des voitures suspendues à des poteaux, des voitures renversées, encore beaucoup de boue et d'eau ». La mairie de Petrópolis a déclaré trois jours de deuil.